# Suimin City Destroyer
Albums de You'll Melt More!
Electric Sukiyaki Girls
(21 mai 2014) We Are A Rock Festival
(13 juillet 2016)
EPs par You'll Melt More! × Hakoniwa no Shitsunaigaku
Hako Melt More!
(22 janvier 2014)
Albums par You'll Melt More!
Unforgettable Final Odyssey
(9 juillet 2014)
Suimin City Destroyer, écrit SUImin CIty DEstroyer (SUI.CI.DE) est le 3e mini album du groupe japonais You'll Melt More! sorti en décembre 2014.

## Détails de l'album
Il sort le jour de la Saint Sylvestre en une seule édition sur le label You'll Records, après un premier album studio sorti sur Space Shower Music en juillet 2014. Il atteint la 100e place du classement hebdomadaire des ventes de l'Oricon et reste classé pendant deux semaines  (voir fiche Oricon).
Ce mini-album inclut au total 8 titres : 4 chansons originales et leur versions instrumentales.
Il s'agit du premier EP du groupe réduit à six membres après le départ de Yuizarasu en août dernier et de la mise en repos d'un membre d'origine, Yumikon. En effet, Yumikon, quitte You'll Melt More! en décembre suivant ; étant mise en repos à partir juin en raison de problèmes de santé, tout en restant membre du groupe, elle avait annoncé sa remise de diplôme du groupe le 17 décembre 2014 pour le même motif. Yumikon n'a pas participé à l’enregistrement de cet album sorti après son départ.
Au même moment, le clip vidéo d'une des chansons de l'album Nemutai CITY vs Dokusho Nikki est mise en ligne sur YouTube.

## Pochette et titre
Comme on peut le remarquer sur le titre de l’album, les lettres du titre écrites en majuscules font un autre mot commun « SUICIDE ». Les chansons de l’album sont même appelées les « suicide songs ». La pochette du disque fait intégralement référence à celle du premier album SUICIDE (1977) du groupe du même nom, groupe quasi-fondateur du synthpunk le plus violent.

## Formation
Membre crédités sur l'album :
- Momopi (ももぴ)
- Kechon (けちょん)
- Chiffon (しふぉん)
- Yonapi (ようなぴ)
- Ano (あの)
- Chibo (ちーぼう)

Membre autre : 
- Yumikon (ゆみこーん) étant membre du groupe mais ne participe pas à l'enregistrement de l'album

## Liste des titres
| 1. | Nemutai CITY vs Dokusho Nikki (眠たいCITY vs 読書日記) | 4:24 |
| 2. | Ha ga nai Hi (波がない日)                              | 4:14 |
| 3. | Meruhen (メルヘン)                                     | 4:42 |
| 4. | NNN                                                    | 6:11 |
| 5. | Nemutai CITY vs Dokusho Nikki (instrumental)           |      |
| 6. | Ha ga nai Hi (instrumental)                            |      |
| 7. | Meruhen (instrumental)                                 |      |
| 8. | NNN (instrumental)                                     |      |